# 28855 Burchell
28855 Burchell è un asteroide della fascia principale. Scoperto nel 2000, presenta un'orbita caratterizzata da un semiasse maggiore pari a 2,3071132 UA e da un'eccentricità di 0,0742034, inclinata di 4,48061° rispetto all'eclittica.